# Neoteristis paraphanes
Neoteristis paraphanes là một loài bướm đêm trong họ Geometridae.